# William Yonge (4e baronnet)
Pour les articles homonymes, voir Yonge.
William Yonge, 4e baronnet (v. 1693 - 10 août 1755), de Escot House dans la paroisse de Talaton dans le Devon, est un homme politique anglais qui siège à la Chambre des communes pendant 39 ans de 1715 à 1754.

## Jeunesse
Il est le fils et l'héritier de Walter Yonge (3e baronnet), et de sa deuxième épouse, Gwen Williams, fille de Robert Williams, 2e baronnet de Penryn, Cornouailles. C’est un arrière-arrière-petit-fils de Walter Yonge (1579-1649) (en), avocat, marchand et notaire remarquable, dont les journaux intimes (1604–1645) constituent un matériau précieux pour l’histoire de la Grande-Bretagne.

## Carrière
En 1715, il est élu député de Bourg pourri de Honiton dans le Devon, où il exerce ses fonctions jusqu'en 1754. Il est également élu pour Tiverton aux élections générales de 1727, 1747 et 1754, mais n'occupe ce siège qu'en 1754. À la Chambre des communes, il s’attache aux Whigs et, se rendant utile à Robert Walpole, est récompensé par un poste de commissaire au Trésor en 1724. Le roi George II, qui conçoit une forte antipathie envers William, parlait de lui " Yonge puant "; mais il obtient un commissariat de l'Amirauté en 1728, est rétabli dans le Trésor en 1730 et, en 1735, devient secrétaire à la guerre. Il se distingue notamment dans sa défense du gouvernement contre une motion hostile de Pulteney en 1742. Il est créé chevalier de l'Ordre du Bain en 1725.

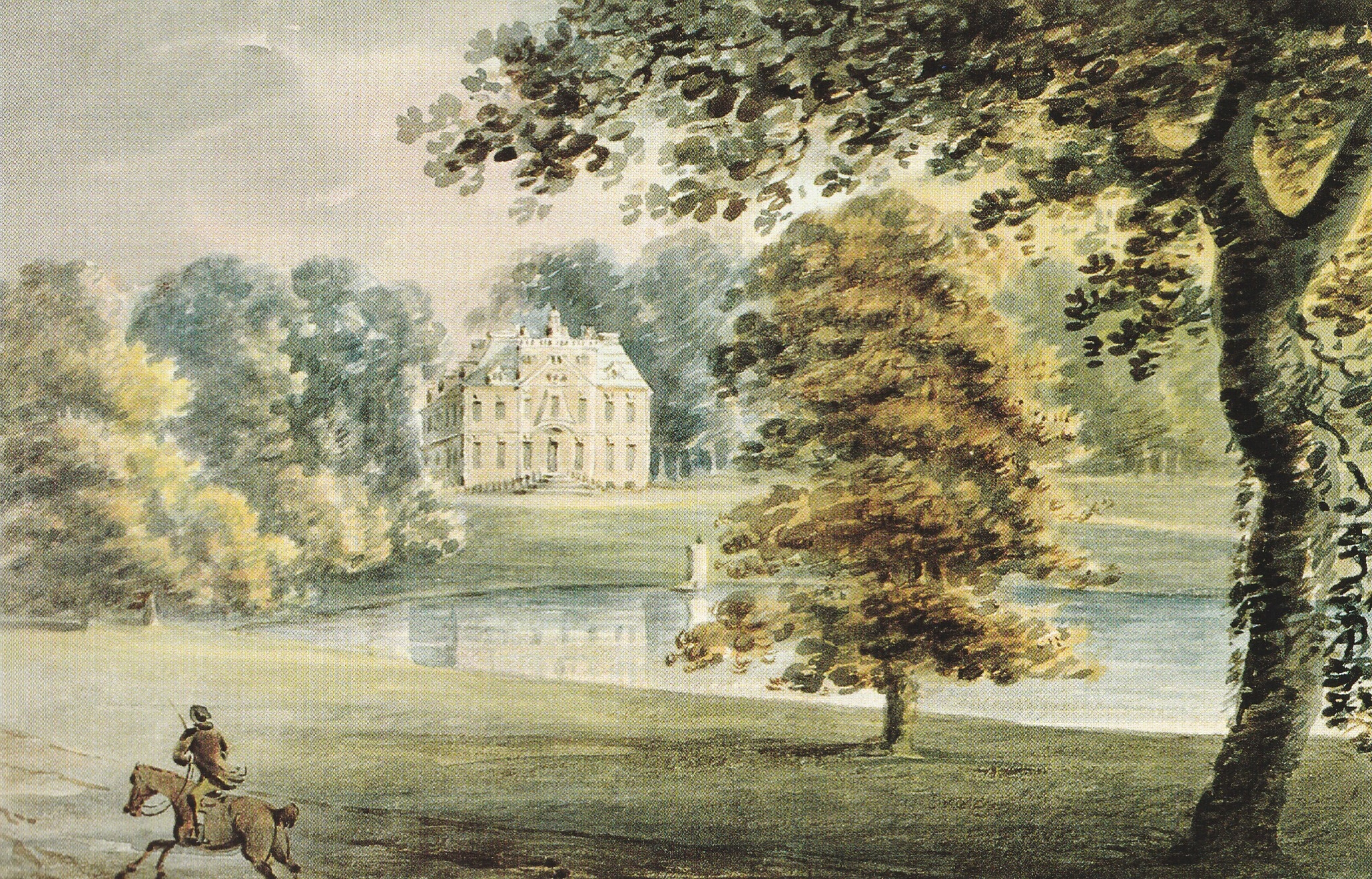
Escot House, Devon

Devenu ami avec Henry Pelham, il est nommé vice-trésorier de l'Irlande à vie en 1746. Membre du comité de direction chargé de la destitution de Simon Fraser (11e lord Lovat) en 1747, il se fait applaudir par Horace Walpole en proposant que les prisonniers condamnés pour haute trahison bénéficient de l'assistance d'un avocat. En 1748, il est élu membre de la Royal Society. Il est l'un des gouverneurs fondateurs du Foundling Hospital, qui lutte contre le fléau de l'Abandon d'enfant.
Il succède à son père, le 3e baronnet, en 1731, prenant possession de la maison Escot près d'Ottery St Mary, dans le Devon, qui est construite par son père.

## Carrière littéraire
Il jouit d'une certaine réputation de versificateur, certains de ses écrits étant même confondus avec le travail de Pope. Il écrit les paroles incorporées dans un opéra-comique, adapté de The Jovial Crew de Richard Brome, qui est produit au théâtre Drury Lane en 1730 et connait un succès considérable.

## Mariages et descendants
Il épouse en 1716 Mary, fille de Samuel Heathcote de Hackney, dont il divorce en 1724. À ce moment-là, ils vivent depuis quelque temps séparés et Yonge a plusieurs relations extraconjugales. Mais quand il découvre que sa femme a aussi un amant, il en profite pour poursuivre en justice l'amant de sa femme, puis à l'issue de la procédure de divorce, il obtient la dot de sa femme et une plus grande partie de sa fortune. L’affaire inspire Lady Mary Montagu pour écrire un poème intitulé «Épître de Mme Yonge à son mari» pour protester contre le double standard sexuel de son époque .
Par sa deuxième épouse, Anne Howard, fille et héritière de Thomas Howard, 6e baron Howard d’Effingham, il a deux fils et six filles.
Il meurt à son siège d'Escot, près de Honiton, le 10 août 1755. Son fils aîné, George Yonge, 5e baronnet, lui succède.